# Ortasu
Ortasu (kurdisch: Roboskî) ist ein kurdisches Dorf im Landkreis Uludere der Provinz Şırnak im Südosten der Türkei. Das Dorf hatte im Jahr 2010 insgesamt 954 Einwohner. Der ursprüngliche Name war Robozik.
Einnahmequellen der Dorfbevölkerung sind Schmuggel und das Dorfschützersystem.
Landesweite Bekanntheit erlangte Ortasu am 28. Dezember 2011 durch ein tragisches Ereignis, bei dem 34 Dorfbewohner im Alter zwischen 13 und 38 Jahren durch Beschuss türkischer Kampfflugzeuge ums Leben kamen. Die Dorfbewohner waren mit Mauleseln auf einer Schmuggeltour unterwegs, als die türkische Armee sie angriff. Die Armee erklärte, man habe die Gruppe irrtümlich für eine PKK-Einheit gehalten. Doch sprechen zahlreiche Indizien gegen diese Behauptung, u. a. die Tatsache, dass eine türkische Drohne die Gruppe vor dem Angriff vier Stunden lang, von ihrem Aufbruch im Dorf Ortasu an, beobachtet hatte. Ein örtlicher Armeekommandant gab später zu Protokoll, dass er vor dem Bombenabwurf den Verantwortlichen bestätigt hätte, dass die Leute harmlos seien, wäre er nur gefragt worden. Ein Abgeordneter der Regierungspartei AKP hingegen erklärte, es könne sich schon deshalb nur um ein Unglück handeln, „weil der türkische Staat seine eigenen Bürger nicht absichtlich töten würde“. Ein abschließender Bericht steht noch aus, was zu Meinungsverschiedenheiten und Beschuldigungen zwischen Regierung und Opposition führt.